# Stimmigkeit
Von Stimmigkeit spricht man, wenn die Teile eines Ganzen gut zusammenpassen und sich widerspruchsfrei ergänzen: dann ist es „in sich stimmig“. So ist es für eine politische Partei von großem Vorteil, wenn sie ein stimmiges Gesamtkonzept hat; wenn das Parteiprogramm, das politische Handeln, die Rhetorik und die Personen – wenn alle diese Teile und Aspekte miteinander übereinstimmen. Sobald dies nicht der Fall ist, sind Parteibasis und Wähler verunsichert, oft auch empört: z. B. „Sie predigen soziale Gerechtigkeit und kürzen den Ärmsten der Armen die Unterstützung und fahren selbst einen dicken Porsche durch die Gegend...!“
Paul Watzlawick gebraucht diesen Begriff in einem anderen Sinne, nämlich als ein harmonisches Einssein mit der Welt.
In der Kommunikationspsychologie von Friedemann Schulz von Thun bezeichnet Stimmigkeit die Übereinstimmung von situationsgerechter und authentischer Kommunikation. Das heißt, eine Person verhält sich dann stimmig, wenn ihr Verhalten sowohl dem Charakter der Situation angemessen ist als auch wesensgemäß und echt. Diese doppelte Übereinstimmung gilt als zentrales Kriterium für eine angemessene, gute und richtige Kommunikation. Sie folgt der Fragestellung: „Wie kann ich kommunizieren angesichts dessen, wie die Situation konstruiert ist und was sie mir in meiner Rolle abverlangt, sowie angesichts dessen, was sich in mir regt und wofür ich stehe?“ Um herauszufinden, was situationsgerecht ist, ist der Blick nach außen gerichtet und sucht den situativen Kontext auf: „Welches sind seine Bestandteile, wie hängen sie miteinander zusammen? Wie ist die Beziehung zum Gegenüber? Worum geht es in dieser Situation, welche Gebote und Forderungen sind enthalten, so dass die Kommunikation dem entsprechen kann?“ Zur Beantwortung dieser Fragen dient u. a. das Situationsmodell. Die zweite Blickrichtung zielt auf Authentizität, richtet sich nach innen, auf den inneren Kontext der kommunizierenden Person: „Welche Gedanken, Gefühle und Impulse melden sich in ihr und möchten sich zur Geltung bringen? Mit welcher Äußerung wäre sie in Übereinstimmung mit sich selbst? Welche inneren Gebote und Forderungen werden laut und wollen berücksichtigt sein?“ Hilfestellung bei dieser Selbstklärung bietet das Innere Team.

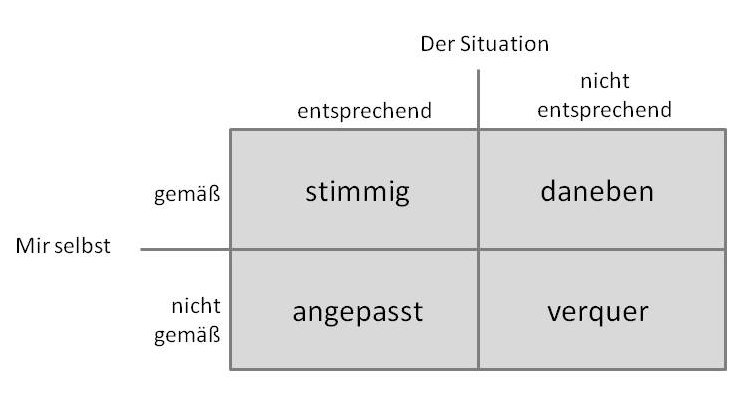
4-Felder-Schema der Stimmigkeit nach Schulz von Thun

Werden beide Gesichtspunkte der Stimmigkeit im Zusammenhang betrachtet, ergibt sich ein Vier-Felder-Schema der Stimmigkeit, welches vier Verhaltensmöglichkeiten vorsieht:
1. In Übereinstimmung mit sich und mit dem situativen Gehalt (= „stimmig“);
2. In Übereinstimmung mit sich selbst, aber nicht situationsadäquat (= „daneben“);
3. Nicht in Übereinstimmung mit sich selbst, aber passend zur Situation (= „angepasst“);
4. Weder mit sich selbst noch mit dem Situationsgehalt übereinstimmend (= „verquer“).